# Реперная точка
Ре́пе́рные точки  (междун.: англ. defining points, фр. points de référence, русское название произошло от фр. repère) — точки, на которых основывается шкала измерений.
На реперных точках построена Международная температурная шкала (ITS, МТПШ), их число в МПТШ-68 составляло 11, а в современной МТШ-90 (ITS-90) — 18. Реперными точками на шкале Цельсия когда-то были: температура замерзания (0°С) и кипения воды (100°С) на уровне моря. В настоящее время шкала Цельсия использует единственную реперную точку — температуру таяния льда (0°С), масштаб обеспечивается фиксированием градуса Цельсия равным 1 Кельвин (поэтому температура кипения воды при нормальном давлении составляет примерно 99,975°С).

## Реперные точки согласно ITS-90[3]
| Тройная точка водорода | 13.8033  |
| Тройная точка неона | 24.5561  |
| Тройная точка кислорода | 54.3584  |
| Тройная точка аргона | 83.8058  |
| Тройная точка ртути | 234.3156 |
| Тройная точка воды (Vienna Standard Mean Ocean Water) Тройная точка воды часто приближена к температуре плавления в стандартных условиях для температуры и давления. | 273.16   |
| Температура плавления галлия | 302.9146 |
| Точка кристаллизации индия | 429.7485 |
| Точка кристаллизации олова | 505.078  |
| Точка кристаллизации цинка | 692.677  |
| Точка кристаллизации алюминия | 933.473  |
| Точка кристаллизации серебра | 1234.93  |
| Точка кристаллизации золота | 1337.33  |
| Точка кристаллизации меди | 1357.77  |